# Filmografia della Caesar Film
La filmografia della Caesar Film si divide in due parti, di cui la prima, di gran lunga la più consistente, riguarda la produzione di film muti, mentre la seconda,  più ridotta, comprende le pellicole sonore.

## Produzione del periodo muto
Per la prima fase i titoli, i registi e gli anni di edizione dei film sono tratti dai vari volumi di Aldo Bernardini e Vittorio Martinelli Il cinema muto italiano, editi in anni diversi dal Centro Sperimentale di Cinematografia e dalla ERI - Edizioni Rai. In alcuni casi le informazioni sono state integrate con i dati forniti dal Filmlexicon degli autori e delle opere, Roma, Edizioni di Bianco e nero, 1961 e con il volume, ancora di Bernardini e Martinelli, Roberto Roberti, direttore artistico, Pordenone, giornate del cinema muto, 1985. 
Va tenuto presente che la “Caesar”, come le altre case cinematografiche italiane, ha avuto una produzione autonoma solo sino al 1919 – 20 quando confluì nell’U.C.I., seguendone le sorti poco felici sino al fallimento dichiarato nel 1925. Poiché la "Caesar" aveva una propria struttura distributiva, frutto della precedente esperienza di Barattolo, tutti i titoli riportati si devono considerare anche come distribuiti.
Va inoltre segnalato che diverse pellicole interpretate da Francesca Bertini sono attribuite formalmente alla “Bertini Film”, una marca collegata alla “Caesar”, nella cui filmografia infatti molte fonti tendono ad annoverarle., Questo dato è segnalato a fianco dei titoli. Analogamente compaiono nelle opere riferite alla "Caesar" diverse pellicole interpretate da Polidor, per le quali l'attore francese consociò con la Casa romana la sua "Polidor film".
Delle oltre 160 pellicole prodotte dalla "Caesar" e dalle consociate nel periodo del muto, quelle oggi visibili sono pochissime. Secondo Aldo Bernardini Le aziende di produzione italiane del cinema muto (Bologna, Persiani, 2015, p. 163) sono in tutto non più di una ventina quelle, anche parzialmente, sopravvissute. Buona parte di esse è conservata presso Cineteche non italiane.
Quando il nome del regista manca, significa che nelle fonti citate il dato viene indicato come "non reperito".

### 1914
- Il primo centenario dei Carabinieri Reali
- Legione allievi Carabinieri Reali

### 1915
- A San Francisco, regia di Gustavo Serena
- Amore di ladro regia di Gustavo Serena
- Assunta Spina, regia di Francesca Bertini e Gustavo Serena
- Diana, l'affascinatrice, regia di Gustavo Serena
- Gespay, fantino e gentiluomo, regia di Emilio Ghione
- Il capestro degli Asburgo, regia di Gustavo Serena (1915)
- Il mistero di quella notte, regia di Gustavo Serena
- In cerca di un marito per mia moglie, regia di Camillo De Riso
- In vecchie membra... pizzicor d'amore, regia di Camillo De Riso
- Ivonne, la bella danzatrice, regia di Gustavo Serena
- La signora delle camelie, regia di Gustavo Serena
- Memorie sacre, regia di Emilio Ghione
- L'onorevole Campodarsego, regia di Camillo De Riso
- L'ultimo dovere, regia di Emilio Ghione
- Otto milioni di dollari, regia di Gustavo Serena
- Per la sua pace, regia di Emilio Ghione
- Triste impegno, regia di Emilio Ghione
- Visione di dolore e di morte nella regione Marsicana

### 1916
- Avventura di viaggio, regia di Camillo De Riso
- Belva vendicatrice
- Choc nervoso, regia di Camillo De Riso
- Don Giovanni, regia di Edoardo Bencivenga
- Don Pietro Caruso, regia di Emilio Ghione[1]
- Fedora, regia di Giuseppe De Liguoro e Gustavo Serena
- Ferréol, regia di Edoardo Bencivenga
- Il destino, regia di Gustavo Serena
- Il fuoco accanto alla paglia, regia di Camillo De Riso
- Il medaglione, regia di Edoardo Bencivenga
- Il ridicolo, regia di Edoardo Bencivenga
- La cieca di Sorrento, regia di Gustavo Serena
- La commissione di Polidor, regia di Polidor
- La perla del cinema, regia di Giuseppe de Liguoro
- Lagrymae rerum, regia si Giuseppe De Liguoro
- Lea indomabile
- My Little Baby, regia di Giuseppe De Liguoro
- Odette, regia di Giuseppe De Liguoro
- Polidor diventa forte, regia di Polidor
- Polidor dottore suo malgrado, regia di Polidor
- Polidor e lo spiritismo, regia di Polidor
- Polidor e Mirella suicidi, regia di Polidor
- Polidor il giorno... Lea la notte, regia di Polidor
- Polidor nel 2500, regia di Polidor
- Polidor si veste gratis, regia di Polidor
- Polidor spazzino, regia di Polidor
- Polidor vince il diavolo, regia di Polidor
- Zia... Camillo, regia di Camillo De Riso

### 1917
- Andreina, regia di Gustavo Serena
- Fernanda, regia di Gustavo Serena
- Il processo Clémenceau, regia di Alfredo De Antoni
- Il salvatore caduto dal cielo, regia di Camillo De Riso
- La figlia di Jorio, regia di Edoardo Bencivenga
- La piccola fonte, regia di Roberto Roberti
- La principessa, regia di Camillo De Riso
- Lagrime, regia di Emilio Ghione
- L'anello di Pierrot, regia di Edoardo Bencivenga
- L'eterna scintilla (1917)
- Malìa, regia di Alfredo De Antoni
- Martire!, regia di Camillo De Riso
- Matrimonio in ventisette minuti, regia di Camillo De Riso
- Nanà, regia di Camillo De Riso
- Parigi misteriosa, regia di Gustavo Serena

### 1918
- Crispino e la comare, regia di Camillo De Riso
- Fiaccole, regia di Guido De Sandro
- Fra le belve
- Frou-Frou, regia di Alfredo De Antoni
- La gola, regia di Camillo De Riso
- L'ira, regia di Edoardo Bencivenga
- L'orgoglio, regia di Edoardo Bencivenga
- Mademoiselle Monte Cristo, regia di Camillo De Riso
- Maman Colibrì, regia di Alfredo De Antoni
- Mariute , regia di Edoardo Bencivenga
- Niniche, regia di Camillo De Riso
- P.L.M ossia l'assassinio della Paris-Lyon-Mediterranée, regia di Edoardo Bencivenga
- Tosca, regia di Alfredo De Antoni

### 1919
- Anima allegra, regia di Roberto Roberti
- Dora e le spie, regia di Roberto Roberti
- I nostri buoni villici, regia di Camillo De Riso
- La lussuria, regia di Edoardo Bencivenga
- L'accidia, regia di Alfredo De Antoni
- L'invidia, regia di Edoardo Bencivenga
- Il cieco, regia di Edoardo Bencivenga
- Il cuore di Roma, regia di Edoardo Bencivenga
- Il viaggio di Berluron, regia di Camillo De Riso
- La colpa vendica la colpa, regia di Edoardo Bencivenga
- La contessa Sara. regia di Roberto Roberti - (produzione "Bertini Film")
- La corsa al trono. regia di Roberto Roberti
- La figlia unica, regia di Camillo De Riso
- La morte civile, regia di Edoardo Bencivenga
- La piovra, regia di Edoardo Bencivenga
- Le due orfanelle, regia di Edoardo Bencivenga
- Le novantanove disgrazie del sig. Camillo, regia di Camillo De Riso
- L'onore della famiglia, regia di Edoardo Bencivenga
- Omaggio alle truppe italiane reduci dalla Francia (1919)
- Papà Eccellenza, regia di Ivo Illuminati
- Spiritismo, regia di Camillo De Riso
- Sullivan, regia di Edoardo Bencivenga
- Una donna funesta, regia di Camillo De Riso
- Vizio di educazione, regia di Gustavo Serena

### 1920
- Il cuore sotto il maglio, regia di Camillo De Riso
- Giorgina di Giuseppe Forti e Ubaldo Pittei
- Jou-Jou, regia di Camillo De Riso
- La paura di amare, regia di Roberto Roberti
- La principessa Giorgio, regia di Roberto Roberti - (produzione "Bertini Film")
- La serpe, regia di Roberto Roberti
- La sfinge, regia di Roberto Roberti - (produzione "Bertini Film")
- L'albergo nero, regia di Gustavo Serena
- Lisa Fleuron, regia di Roberto Roberti - (produzione "Bertini Film")
- L'ombra, regia di Roberto Roberti - (produzione "Bertini Film")
- Maddalena Ferat di Febo Mari, regia di Roberto Roberti - (produzione "Bertini Film")
- Marion, artista di caffè-concerto, regia di Roberto Roberti - (produzione "Bertini Film")
- Otello, regia di Camillo De Riso
- Tre milioni di dote, regia di Camillo De Riso
- Il viaggio dei Berluron, regia di Camillo De Riso

### 1921
- Al chiaror dei lampi, regia di Camillo De Riso
- Beatrice, regia di Herbert Brenon
- Camillo emulo di Sherlock Holmes, regia di Camillo De Riso
- Chi troppo vuole..., regia di Camillo De Riso
- Colei che si deve sposare, regia di Camillo De Riso
- Come donna imbroglia, così sbroglia, regia di Camillo De Riso
- Fino alla tenebra, regia di Edoardo Bencivenga
- Giulia di Trécoeur, regia di Camillo De Riso
- Il farfallino, regia di Camillo De Riso
- Il mistero di Roccabruna
- Il nodo, regia di Gaston Ravel
- La casa del santo, regia di Augusto Camerini
- Il mulino, regia di Camillo De Riso
- Nellina, regia di Gustavo Serena
- Le nipoti d'America, regia di Camillo De Riso
- Liberazione, regia di Jacques Creusy
- L'ultimo sogno, regia di Roberto Roberti - (produzione "Bertini Film")
- Notturno tragico, regia di Geo Fitch
- Raffica sulla felicità, regia di Camillo De Riso
- Una donna, una mummia, un diplomatico, regia di Camillo De Riso

### 1922
- Una donna, una mummia e un diplomatico, regia di Camillo De Riso
- Di notte all'aria aperta, regia di Camillo De Riso
- Fatale bellezza, regia di Gaston Ravel
- La donna nuda, regia di Roberto Roberti
- La ferita, regia di Roberto Roberti - (produzione "Bertini Film") (realizzato nel 1921)
- La fiammata, regia di Carmine Gallone
- La figurante, regia di Gian Bistolfi
- La lanterna di Diogene, regia di Luigi Maggi
- La tormenta, regia si Carmine Gallone
- La vendetta di Camillo, regia di Camillo De Riso
- Quando gallina canta... gallo tace..., regia di Camillo De Riso
- Sansone, regia di Torello Rolli
- Tre persone per bene, regia di Ermanno Geymonat
- Un viaggio di piacere, regia di Ermanno Geymonat

### 1923
- Avventura di collegio, regia di Camillo De Riso
- Camillo, la figlia e l'altro, regia di Camillo De Riso
- Gli orecchini della nonna, regia di Camillo De Riso
- I milioni di Saetta, regia di Ubaldo Pittei
- Il general Camillo, regia di Camillo De Riso
- La gola del lupo, regia di Torello Rolli
- La maschera della colpa, regia di Giovanni Enrico Vidali
- Le sorprese di Don Camillo, regia di Camillo De Riso
- L'indispensabile Camillo, regia di Camillo De Riso
- Povera piccola ladra (1923)
- La gerla di papà Martin, regia di Mario Bonnard

### 1924
- Il natalizio della nonna, regia di Ugo Falena

### 1925
- Consuelita, regia di Roberto Roberti[2]
- La casa errante di regia di Emilio Ghione
- Fior di levante, regia di Roberto Roberti[3]
- La giovinezza del diavolo, regia di Roberto Roberti e Gabriellino D'Annunzio - (produzione "Bertini Film")[4]
- Saetta Mefistofele, regia di Domenico Gambino

### 1929
- Mese Mariano, regia di Ubaldo Pittei

### 1930
- Assunta Spina, regia di Roberto Roberti[5]

## Produzione del periodo sonoro
L'elenco si basa sul volume di Francesco Savio, "Ma l'amore no. Realismo, formalismo, propaganda e telefoni bianchi nel cinema italiano di regime (1930-1943)", edito da Sonzogno nel 1975 e presenta i titoli che la Caesar produsse quando Giuseppe Barattolo decise di riaprire la società, la cui attività produttiva durò circa tre anni, prima di confluire nella Scalera Film”. 

### 1931
- La vecchia signora, regia di Amleto Palermi

### 1932
- Zaganella e il cavaliere, regia di Giorgio Mannini e Gustavo Serena
- Il dono del mattino, regia di Enrico Guazzoni

### 1933
- La fortuna di Zanze, regia di Amleto Palermi
- Il treno delle 21,15, regia di Amleto Palermi
- Tre uomini in frak (Trois hommes en habit), regia di Mario Bonnard

### 1934
- Creature della notte, regia di Amleto Palermi
- Odette, regia di Jacques Houssin e Giorgio Zambon

### 1935
- Cléo, robes et manteaux, regia di Nunzio Malasomma[6]